# Stenoporpia pulmonaria
Stenoporpia pulmonaria är en fjärilsart som beskrevs av Augustus Radcliffe Grote 1881. Stenoporpia pulmonaria ingår i släktet Stenoporpia och familjen mätare. Inga underarter finns listade i Catalogue of Life.